# 機動戦士ガンダム バトルオペレーション
機動戦士ガンダム バトルオペレーション（GUNDAM BATTLE OPERATION）は、バンダイナムコゲームスが運営していたオンラインゲームである。2012年6月28日、PlayStation 3用ゲームコンテンツとして、PlayStation Storeにて無料配信開始。2017年7月31日、サービス終了。

## 概要
プレーヤーは地球連邦軍またはジオン公国軍の兵士として、同じ軍のメンバーと共に部隊を編成し、相手部隊と対決する（1プレイごとにどちらに所属するか選ぶことが出来る）。これまで発売されてきた「機動戦士ガンダム Target in Sight」「機動戦士ガンダム戦記」のようなアクションゲームの内容を踏襲しつつ、時には歩兵となってモビルスーツや歩兵と戦う、FPSのような要素をも含んだ内容となっている。
基本プレイ料金は無料であるが、1回の出撃ごとに「出撃エネルギー」を1ポイント消費する。消費した出撃エネルギーは2時間毎に1ポイント支給されるが、無料で支給される出撃エネルギーは最大で3ポイントしかストックしておくことができない。この限度を超えて出撃したい場合は、課金アイテムの「備蓄用出撃エネルギー」を購入する必要がある。
プレイヤーには階級が設定されており、二等兵のLv1からのスタートとなる。それぞれの階級Lvが10になると、次のLvアップで上の階級へ昇格することが出来る。二等兵の間は、Lvアップの度に備蓄用出撃エネルギーを1つずつ貰うことが出来、比較的スムーズにプレイすることが可能。上等兵になると機体やパイロットスーツへのペイントやデカールの貼り付けが可能になる等、順次機能が解放されていく。
また課金による売り上げも好調で、2012年9月20日に行われた東京ゲームショウ2012にて、8月末時点でのDLCや備蓄エネルギーによる売上げが8億を超えた事を発表していた。2017年7月31日、サービスを終了した。
本作の続編として、「機動戦士ガンダム バトルオペレーション2」が2018年にPS4で提供されることが発表されており、2018年4月20～21日限定でベータ版が公開された。出撃エネルギーは無制限となっており、グラフィックが大幅に強化されたほか、宇宙ステージの導入などが実現されている。

## ゲームシステム
このゲームでは3タイプのモビルスーツ（以下MS）と歩兵、時にはマップ上に落ちている乗り物など、様々な状況に応じた使い分けと操作が重要になる。特にMSは、格闘戦用機・汎用機・支援用機の3タイプによってジャンケンのような3すくみの関係が成り立っている。以下のモードから1つを選んでプレイすることが出来る。
ベーシック
3vs3から6vs6の間でチームを組み、8分間の制限時間内に相手チームより多くのポイントを稼ぐ。
エースマッチ
基本的なルールはベーシックと同様だが、拠点の破壊と敵MSの乗っ取りは出来ない。戦闘時間が残り3分になると、それまで最も多くのポイントを獲得しているプレーヤーが「エース」に選出される。エースが敵を撃破、または撃破アシストを行うと、通常よりも多くのポイントが加算される。逆にエースが撃破されてしまうと、敵に通常よりも多くのポイントを与えてしまう。
突撃戦
このルールではMSのコストに関係なく、撃破されてからのリスポーン時間が全て1秒に固定されており、素早い復帰が可能となっている。また、全ての中継地点を両軍が共用できるようになっており、歩兵のみでの出撃や中継地点の制圧は行えない。最大出撃人数も少なく設定されており、MS戦のみに特化したルールとなっている。
制圧戦
マップに点在する中継地点を制圧すると、その数に応じて相手の戦力ゲージが減少していく。できる限り多くの中継地点を制圧し、自軍の戦力ゲージの減少を抑えつつ相手を消耗させ、10分間の制限時間内に相手の戦力ゲージをゼロにするか、相手より多くのゲージを残していることが勝利条件。なお、相手拠点の破壊は行えない。中継地点の位置と形状はベーシックと異なる。
特別戦
常設されているゲームモードではなく、期間限定で開催される。原作中の戦場を再現して戦う「シチュエーションバトル」などが行われている。
新兵実戦訓練
階級が二等兵の間だけプレイできるモード。基本ルールはベーシックと同様だが、出撃エネルギーを消費せず、1vs1、2vs2など少ない人数でも出撃できる。出撃報酬は得られるがベーシックよりも少なくなり、勝敗に関係なく一律の報酬となる。

### 部隊
2014年1月より実装されたシステムで、他のオンラインゲームにおけるクランと同義。好きな部隊に所属することで、部隊同士のスコアを競う「部隊交流戦」に出場することが出来る。また、所属部隊が同じ敵と戦った場合は、出撃後に与えられる開発ポイントにボーナスが加算される。

### MSの分類
汎用MS
バランスが取れた性能で、オールマイティに立ち回れる。装備する武器の種類によって役割は変わってくる。
格闘戦用MSに対しては攻撃力が上がるが、支援用MSに対する攻撃力はやや下がる。
格闘戦用MS
主に敵機との近接戦闘に特化しており、移動スピードの速さや、格闘武器を振るえる回数の多さが特徴。反面、機動力と引き換えにヒットポイントや防御力が低くなりがちであるため、状況に応じた素早い立ち回りが要求される。
支援用MSに対しては攻撃力が大幅に上がるが、汎用MSに対する攻撃力はやや下がる。
支援用MS
遠距離からの強力な砲撃や狙撃で前線の味方を援護したり、敵の拠点に直接ダメージを与えることに長けている。ただし機動力が低く、相手に接近された際の対処が難しいため、自分の得意な距離を保ち続けることが要求される。
汎用MSに対しては攻撃力が大幅に上がるが、格闘戦用MSに対する攻撃力は下がる。

### 部位破壊
MSの頭部と脚部には部位ごとのダメージが設定されており、限界までダメージが蓄積すると次のような障害が生じる。
- 頭部：レーダーが機能不全を起こし、敵と味方の位置を把握できなくなる。また、画面にもノイズが走って見辛くなり攻撃力が大幅に低下する。
- 脚部：歩行スピードが落ち、バーニア使用後や着地時に転倒してしまうようになる。

### スロット強化ハンガー
MSを整備し、カスタムパーツのスロット数を増加させることができるコーナー。近距離・中距離・遠距離のどのスロットを強化するか指定し、整備する機体をハンガーに預け、ある程度の時間が経過した後に整備完了となる。ただし、失敗することもあるので注意を要する。
依頼できる整備兵は2種類存在し、「一般整備兵」に依頼する際は開発ポイントを使用して無課金で整備できるが、やや時間がかかり、失敗した際の補償もされない。これに対し「エリート整備兵」に依頼する際は課金アイテムの「整備手配書」が必要になるが、より短時間で整備を完了でき、整備が失敗した際も開発ポイントを配布する形で補償がなされる。
ハンガーもMS同様に設計図が存在し、より高いレベルのハンガーを開発することで、格納できるMSのレベル制限を緩和し、強化できるスロットの数をや強化の成功率を増やすことができる。また、ハンガーの成功率がアップするイベントが開催される場合もある。

### 特務指令書
作戦終了後ランダムで配布され、達成条件に基づき、達成された場合に達成報酬が貰える。
特務指令書キャンペーン
期間中、特務指令書の出現率がアップし、さらにレアな特務指令書の出現率もアップする。

### バトルメモリー
規定の個数を集めて、設計図、エネルギー、装備などと交換できる交換用アイテム。作戦終了後にランダムで配布される。

### 歩兵
中継地点の占領や敵拠点の爆破などは、歩兵でしか行うことが出来ないため、時にはMSを降りることや、MSに乗らずに出撃することが求められる。MSの攻撃を受ける、または足で蹴られるとすぐに撃破されてしまうが、レーダーに映りにくく目視もし辛いため、立ち回り方によっては敵MSの死角を突き、頭部や脚部にピンポイントでダメージを与えて機能不全にすることができる。歩兵には主に次のような役割がある。
- 中継地点の制圧：撃破された際の復活地点（リスポーンポイント）の確保を行う。歩兵の状態、もしくはMS以外の乗り物に乗った状態で中継地点に一定時間留まることで制圧が完了する。ただし、敵の歩兵がいる場合はこれを排除しなければ制圧することが出来ない。敵軍の中継地点を制圧する場合は、制圧状態を解除し、一度中立状態に戻す措置を行うためにやや時間がかかる。制圧を行ったプレイヤーとチームにはポイントが与えられる。
- 相手拠点の爆破：相手拠点に時限爆弾を仕掛け、破壊する。拠点はMSの回復を行うことが出来るポイントだが、破壊されるとその機能は失われる。爆弾を仕掛けるだけでもポイントを得られ、爆破に成功するとさらに大きなポイントがプレイヤーとチームに与えられる。破壊した際に得られるポイントは、相手チームのMSのコスト合計値が高ければ高いほど多くなる。
- 拠点に仕掛けられた爆弾の解除：相手が自軍拠点に仕掛けた時限爆弾を解除する。
- 敵MSの乗っ取り：敵が乗り捨てたMSのロックを解除して、乗っ取ることが出来る。この状態で敵陣に紛れ込んで混乱させることも戦法の一つだが、乗ってから1分間が経過すると自爆するため、その前に降りなくてはならない。自爆時は敵MSを自爆させ撃破した扱いとなるため、自軍にMS撃破ポイントが与えられるが、降りるのが間に合わないと巻き込まれて爆死してしまい、パイロット撃破ポイントが相手に加算されてしまう。爆発する前に持ち主が乗り直せば自爆タイマーが解除される。
- MSや拠点の修理：固定装備として最初から携帯している「リペアツール」を使って、MSや拠点が負ったダメージを回復できる。自機のみならず味方の機体（及び敵機）も修理可能。複数の歩兵が共同で修理することで、より短時間で修理を完了できる。

### マップ上に配置されている戦力
括弧内は配置されているステージ。
マゼラアタック（砂漠）
ジオン公国軍の戦車。相手を転倒させられる強力な砲撃が可能だが砲塔を回すことが出来ないため、攻撃時は車体を相手方向に向ける必要がある。
ワッパ（山岳地帯、採掘場、峡谷、制圧戦時の無人都市）
ジオン公国軍の一人乗りホバーバイク。MSより高い高度を飛行することができ、小型で目視されにくい。ただし装甲は貧弱そのもの。
61式戦車（無人都市、軍事基地）
地球連邦軍の戦車。マゼラアタックとは違い、砲塔を回して狙いを定めることが出来る。

### ステージ一覧
選択可能なステージは定期的に変更される。
砂漠（晴天・夜・砂嵐）
広大な砂漠に点々と中継地点が配置されている。大きな障害物こそ少ないが、砂丘の起伏やステージ端の渓谷を活用して身を隠す事ができる。
山岳地帯（晴天・夕・濃霧）
拠点の周り以外は岩壁に囲まれた狭い箇所が多い。敵拠点への近道となる洞窟に警戒しつつ、地形に合わせた的確な行動が求められる。
山岳地帯R(晴天)
山岳地帯の連邦、ジオンの位置を逆にしたステージ。
無人都市（晴天・夜・雨天）
起伏がほとんどなく全体的に平坦だが、MSのジャンプで屋上に上れる建物が何箇所か存在し、狙撃ポイントを確保しやすい。中央の2つの広場は障害物もなく開けているが、それ以外はビル群に囲まれた狭い通路が多く、中には歩兵でしか入ることの出来ない極狭の通路も存在する。
無人都市R(晴天)
無人都市の連邦、ジオンの位置を逆にしたステージ。
採掘所(晴天・夜・夕)
崖の上と、その下の盆地に中継地点が点在するなど地形の高低差に富んでおり、各々の得意な地形と高さを意識して戦うことが求められる。盆地から崖に登るには、階段状の崖をブーストで登るか、外周に遠回りしてスロープを登らねばならず時間がかかる。一部の中継地点どうしは歩兵だけが通れるトンネルで結ばれている。
軍事基地(晴天・濃霧・夕)
『機動戦士ガンダム0083 STARDUST MEMORY』に登場するトリントン基地をモデルにしたステージ。MAP上にも劇中に登場した核兵器貯蔵施設などの建造物が見られる。ステージ内にはMSごと入れる建造物なども存在し、また高さの低い建造物が多いところから、屋根伝いに進軍するという戦法もとれる。
軍事基地R(晴天)
軍事基地の連邦、ジオンの位置を逆にしたステージ。
峡谷(晴天・雨天)
起伏に富んだ崖や岩壁と、それに囲まれた狭い通路で構成されており、地形をうまく活かした位置取りがポイントとなる。ブーストで登ることが出来ないような箇所もあり、そのような場所に移動するには迂回して正しい道順で移動する必要がある。
補給基地(晴天)
本作初の地上と地下という２層構造を持つステージ。構想は、砂漠地帯にある補給基地。地下は迷路状になっている。
北極基地(吹雪)
本作で最も狭いステージ。常時吹雪いているため、視界が悪く遠方が見づらくなっている。
地下基地
全体的に暗く、遠方が見づらくなっている。両軍ともにステージ中央の広場に向かって下り坂が続き、そこには橋や建造物が点在している。中央の中継地点を占拠するにはMSを降り、歩兵の状態で建物奥深くまで侵入しなければならず、降りている間にMSを破壊・奪取されないよう素早く行動する必要がある。
廃墟都市
『機動戦士ガンダム』第10話にて、ホワイトベースが身を隠すのに使用した雨天野球場跡地をモチーフにしたステージ。中央の野球場跡地は壁に穴が開いており、ここを利用して進軍ルートをショートカットし、敵の背後を突いたり身を隠すのに活用しやすい。また、野球場の一部の壁面にはMSが登れるだけの足場が残っており、狙撃ポイントを確保しやすくなっている。野球場から離れた地点はビルや瓦礫などで狭くなっている通路が多い。
鉱山都市
『機動戦士ガンダム 第08MS小隊』にて、ノリス・パッカードとシロー・アマダが戦いを繰り広げた都市をモチーフにしたステージ。マップの半分は都市部となっており、ビルや道路で入り組んでいる。残り半分は遮蔽物が少ない荒野と山岳部で構成されている。
北極基地（沿岸）
中央部は高さの低い建物と丘、各々の拠点近くは崖で囲まれた狭い通路で構成されている。崖は高さこそあるがジャンプで登ることができ、狙撃ポイントを確保しやすい。また、両軍の拠点の間にはMSが通れる大きさのトンネルが開通しており、ここを利用することで敵拠点を急襲することが出来る。

## 開発
ステージ終了後のポイント精算画面や昇進などによって、プレイヤーに「開発ポイント」が与えられる。このポイントを消費して、新しいMSや武装、強化パーツの開発を行う。全ての開発物には「設計図」というポイントが設定されており、ステージ終了後にこれら設計図の完成度もランダムで上昇し、100%に達したものから順次設計可能となる。物によってはレアリティの高いもの（☆マークの数で表される）や、期間限定のキャンペーンでしか手に入らない設計図もあるため、それを集めることも醍醐味の一つである。強化パーツの中には課金しなければ開発できないパーツも存在する。
また、同一の機体や武装、強化パーツであっても、レベルや階級が上がるに連れてより上位レベルのものが開発できるようになっていく。ある一定のレベルまでは無料で開発できるが、それより上位レベルのものを開発したい場合は課金してリミットを解除する必要がある。
稀に、ステージ終了直後のリザルト画面で「Lucky!ハロ」マークがプレーヤー名の横に表示される場合がある。これが表示されたプレーヤーには「階級Exp増加」「開発ポイント増加」「レアリティ☆☆☆、または☆☆の設計図を必ず1つ提供」の3つのボーナスが追加される。このマークは過去5戦の途中退出率が低いほど入手率が上がり、ルームホストになるとさらに少し入手率が上がる。負けたチームのプレーヤーにも入手権利があるため、負けていても最後まで退出せずにいると恩恵を受けやすい。
既に入手したMSは「再開発」を行うことで、ステータスの増強や特性の付加などの強化を行うことが出来る。再開発を実施した場合、そのMSの設計図がもう一度ドロップするようになり、100%に達した際にもう一度再開発を行うことが出来る。ただし、一度に多くのMSを再開発している場合、新規の設計図がドロップしにくくなるため注意を要する。

## 登場機体

### 地球連邦軍
| 汎用MS      |                                                |
| 型式番号    | 機体                                           |
| RGM-79      | ジム                                           |
| RGM-79      | ジム(ホワイト・ディンゴ隊仕様)                 |
| RGM-79V     | ジム・ナイトシーカー                           |
| RGM-79SP    | デザート・ジム                                 |
| RGM-79F     | 装甲強化型ジム                                 |
| RGM-79G     | ジム・コマンド                                 |
| RGM-79D     | ジム寒冷地仕様                                 |
| RGM-79SP    | ジム・スナイパーII(ホワイト・ディンゴ隊仕様)   |
| RGM-79C     | ジム改                                         |
| RGM-79      | パワード・ジム                                 |
| RGM-79[G]   | 陸戦型ジム                                     |
| RX-79[G]    | 陸戦型ガンダム                                 |
| RX-79[G]    | 陸戦型ガンダム（ジム頭）                       |
| RX-79[G]Ez8 | ガンダムEz8                                    |
| RX-79[G]SW  | スレイヴ・レイス                               |
| RX-79BD-3   | ブルーディスティニー3号機                      |
| MS-06F2     | ザクIIF2型（連邦軍仕様）                       |
| RX-80PR     | ペイルライダー                                 |
| RX-80PR     | ペイルライダー（軽装備仕様）                   |
| RX-80PR2    | ペイルライダー・キャバルリー                   |
| RX-80PR3    | ペイルライダー・デュラハン                     |
| RX-81ST     | ジーライン・スタンダードアーマー               |
| RX-77-3-D   | ガンキャノン重装型D(レイス仕様)                |
| RX-78-2     | ガンダム                                       |
| RX-78-3     | G-3ガンダム                                    |
| RX-78-4     | ガンダム4号機                                  |
| RX-78NT-1   | アレックス                                     |
| FA-78[G]    | フルアーマーガンダム陸戦タイプ                 |
| RX-78GP01   | ガンダム試作1号機                              |
| RX-78GP02A  | ガンダム試作2号機（MLRS仕様）                  |
| 格闘MS      |                                                |
| 型式番号    | 機体                                           |
| RGM-79T     | ジム・トレーナー                               |
| RGM-79L     | ジム・ライトアーマー                           |
| RGM-79LV    | ジム・ナイトシーカーII                         |
| RGM-79F     | 陸戦用ジム                                     |
| RGM-79FP    | ジム・ストライカー                             |
| RGM-79FP    | ジム・ストライカー（重装備仕様）               |
| RGM-79HC    | ジム・ガードカスタム                           |
| RGM-79KC    | ジム・インターセプトカスタム                   |
| RGM-79N     | ジム・カスタム                                 |
| RX-79BD-1   | ブルーディスティニー1号機                      |
| RX-78-1     | プロトタイプガンダム                           |
| RX-78-5     | ガンダム5号機                                  |
| RX-78XX     | ガンダム・ピクシー                             |
| RX-81LA     | ジーライン・ライトアーマー                     |
| 支援MS      |                                                |
| 型式番号    | 機体                                           |
| RGC-80      | ジム・キャノン                                 |
| RGM-79[G]   | ジム・スナイパー                               |
| RGM-79SC    | ジム・スナイパーカスタム                       |
| RGM-79SC    | ジム・スナイパーカスタム(シモダ小隊仕様)       |
| RGM-79SP    | ジム・スナイパーII                             |
| RAG-79      | アクア・ジム                                   |
| RGM-79[G]   | 陸戦型ジム（ウェポンラック装備)                |
| RX-79[G]    | 陸戦型ガンダム（ウェポンラック装備)            |
| RX-79[G]Ez8 | ガンダムEz8（ウェポンラック装備)               |
| RX-79[G]WR  | フルアーマー・スレイヴ・レイス                 |
| RX-75       | 量産型ガンタンク                               |
| RX-75       | ガンタンク                                     |
| RMV-1       | ガンタンクII                                   |
| RTX-440     | 陸戦強襲型ガンタンク                           |
| RX-77-2     | ガンキャノン                                   |
| RX-77-2     | ガンキャノン（スプレーミサイルランチャー）装備 |
| RX-77-3     | ガンキャノン重装型                             |
| RX-77-4     | ガンキャノンII                                 |
| RX-77D      | 量産型ガンキャノン                             |
| RGC-83      | ジム・キャノンII                               |
| RX-78SP     | ガンナーガンダム                               |
| FA-78-1     | フルアーマーガンダム                           |
| FA-78-2     | ヘビー・ガンダム                               |
| RX-78-6     | マドロック                                     |
| RX-81AS     | ジーライン・アサルトアーマー                   |

### ジオン軍
| 汎用MS        |                                                |
| 型式番号      | 機体                                           |
| MS-05S        | ザクI指揮官用                                  |
| MS-06         | ザクII                                         |
| MS-06S        | ザクIIS型                                      |
| MS-06D        | ザク・デザートタイプ                           |
| MS-06G        | 陸戦高機動型ザク                               |
| MS-06F2       | ザクIIF2型（ジオン軍仕様）                     |
| MS-06FZ       | ザクII改                                       |
| MS-06FZ       | ザクII改（Bタイプ）                            |
| MS-06R-1A     | 高機動型ザクII                                 |
| MS-06R-2      | 高機動型ザクII後期型                           |
| MS-08TX       | イフリート                                     |
| MS-07B        | グフ (ヴィッシュ・ドナヒュー機)                |
| MS-09         | ドム                                           |
| MS-09         | ドム（重装備仕様）                             |
| MS-09F/Trop   | ドム・トローペン                               |
| MS-09G        | ドワッジ                                       |
| MS-09R-2      | リック・ドムII                                 |
| MS-10         | ペズン・ドワッジ                               |
| MS-11         | アクト・ザク                                   |
| MS-11         | アクト・ザク (指揮官用)                        |
| MS-13         | ガッシャ                                       |
| MS-14S        | 先行量産型ゲルググ                             |
| MS-14G        | 陸戦型ゲルググ (ヴィッシュ・ドナヒュー機)      |
| MS-14A        | ゲルググ                                       |
| MS-14A        | ガトー専用ゲルググ                             |
| MS-14B        | 高機動型ゲルググ                               |
| MS-14BR       | 高機動型ゲルググ(ヴィンセント・グライスナー機) |
| MS-14BR       | 高機動型ゲルググ(ユーマ機)                     |
| MS-14JG       | ゲルググJ                                      |
| MS-17         | ガルバルディα                                  |
| MS-18E        | ケンプファー                                   |
| UNKNOWN       | ゲム・カモフ                                   |
| EMS-10        | ヅダ                                           |
| MSM-03C       | ハイゴッグ                                     |
| MSM-07S       | ズゴックS型                                    |
| MSM-08        | ゾゴック                                       |
| RX-79BD-2     | ブルーディスティニー2号機                      |
| RX-78GP02A    | ガンダム試作2号機（ビーム・バズーカ仕様）      |
| AGX-04        | ガーベラ・テトラ                               |
| RX-80PR       | ペイルライダー(ヴィンセント・グライスナー機)   |
| 格闘MS        |                                                |
| 型式番号      | 機体                                           |
| MS-05B        | ザクI                                          |
| MS-06FS       | ザクIIFS型                                     |
| MS-06FS       | ザクII FS型（シン・マツナガ機）                |
| MS-07B        | グフ                                           |
| MS-07B-3      | グフカスタム                                   |
| MSM-03        | ゴッグ                                         |
| MSM-04        | アッガイ                                       |
| MSM-04N       | アッグガイ（クロー装備）                       |
| MSM-07        | ズゴック                                       |
| MSM-07N       | ラムズゴック                                   |
| MSM-07E       | ズゴックE                                      |
| MS-08TX       | イフリート（シュナイド機）                     |
| MS-08TX[EXAM] | イフリート改                                   |
| MS-08TX/N     | イフリート・ナハト                             |
| MS-09J        | ドム高機動試作機                               |
| MS-14GD       | ゲルググG                                      |
| MS-14F        | ゲルググM                                      |
| MS-14D        | デザート・ゲルググ                             |
| YMS-15        | ギャン                                         |
| YMS-15E       | ギャン・エーオース                             |
| 支援MS        |                                                |
| 型式番号      | 機体                                           |
| YMT-05        | ヒルドルブ                                     |
| MS-05L        | ザクI・スナイパータイプ                        |
| MS-05L        | ザクI・スナイパータイプ（指揮官用）            |
| MS-06         | ザクII（重装備仕様）                           |
| MS-06K        | ザク・キャノン                                 |
| MS-06K        | ザク・キャノン（ラビットタイプ）               |
| MS-06JK       | ザクハーフキャノン                             |
| MS-06V        | ザクタンク（砲撃仕様）                         |
| MS-06M        | 水中用ザク                                     |
| MSM-04G       | ジュアッグ                                     |
| MS-12         | ギガン                                         |
| MS-14G        | 陸戦型ゲルググ                                 |
| MS-14G        | 陸戦型ゲルググ指揮官用                         |
| MS-14C        | ゲルググ・キャノン                             |
| MS-14Fs       | ゲルググM（指揮官用）                          |

## 問題点
様々なプレーヤーから、バグとみられる症状やシステム上の問題点、マナーの面での問題点が指摘されている。以下はその例である。
バグやシステム上の問題点
- P2Pによってホストプレイヤーへ接続する形式の為、回線相性や環境に左右されやすく、画面表示や当たり判定のラグが発生しやすい。
- 格闘攻撃の間合いに居ないはずの相手から、格闘攻撃やタックルを当てられる。
- バズーカやスナイパーライフルなど、よろけを生じる攻撃の判定が遅れて生じる。
- 相手が瞬間的に別の場所に移動する。

マナー面での問題
- 負けているチームのプレーヤーが、ゲームを強制終了して試合を放棄する。そのプレーヤーがルームホストだった場合、試合自体が無かったことになり、時間が無駄になる。
- 運営側が不具合と認定している現象を故意に使用して、ゲームを有利に進める。
- 暴言、初心者に対しての嫌がらせ等。

上述したバグや不具合は、運営側のシステム上の問題の他、プレーヤー側の回線状態にも左右される場合が多い。特に戦闘における当たり判定の遅れなどは、良好な回線とそうでない回線の通信ラグによって発生することも多いため、可能な限り光インターネットなど高速の回線を用意し、なおかつ無線LANではなく有線LANで接続し、良い通信状況で参加することが望ましい。
ゲーム中の強制退出に関する問題については運営側も認識しているが、通信エラーが原因の場合もあるため安易に罰則を設けられないのが実情と説明しており、ルームに残ったプレーヤーのMSを強化するなどの形で救済措置をとっている。安易な強制終了を防ぐために途中退出率というパラメータが設けられており、10%に達するとペナルティが発生する。